# Ortáns

Két dimenzióban négy ortáns van, a síknegyedek

Az ortáns vagy hiperoktáns a koordinátageometriában a síknegyed és a térnyolcad általánosítása {\displaystyle n} dimenziós euklideszi terekre.
Általában az ortáns az {\displaystyle n} dimenziós euklideszi terekben {\displaystyle n} egymásra kölcsönösen ortogonális féltér metszete. Mivel az előjelek egymástól függetlenül választhatók, azért az {\displaystyle n} dimenziós euklideszi terekben {\displaystyle 2^{n}} ortáns van.
A síknegyedeket, illetve a térnyolcadokat nyílt halmazokként definiálják, azaz a tengelyek, illetve koordinátasíkok nem tartoznak egyikhez sem. Azonban értelmezhetők a zárt ortánsok, ami a szigorú egyenlőtlenségek helyett csak nemnegativitást, vagy nempozitivitást kötnek ki:
ε1x1 ≥ 0      ε2x2 ≥ 0     · · ·     εnxn ≥ 0,
ahol minden εi a +1 vagy a −1 értéket veszi fel.
A nyílt ortánsok definíciója hasonló:
ε1x1 > 0      ε2x2 > 0     · · ·     εnxn > 0,
ahol minden εi a +1 vagy a −1 értéket veszi fel.
Dimenzió szerint az ortánsok:
- Egy dimenzióban a nulla által kettéosztott számegyenes pozitív, illetve negatív fele.
- Két dimenzióban a síknegyedek.
- Három dimenzióban a térnyolcadok.

John Conway definiálta az  {\displaystyle n}-ortoplex fogalmát az ortáns komplexből, mint szabályos politóp {\displaystyle n} dimenzióban, 
{\displaystyle 2^{n}} szimplex lappal, ortánsokként eggyel.
A nemnegatív ortáns az első síknegyed, illetve térnyolcad általánosítása, melyben minden koordináta pozitív. Ennek jelentőősége van sok optimalizációs problémában.

## Lásd még
- Keresztpolitóp (vagy ortoplex) - szabályos politópok n dimenzióban, melyek konstruálhatók úgy, hogy egy szimplex lapjuk van minden ortánsban.
- Hiperkocka - szabályos politópok n dimenzióban, melyek konstruálhatók úgy, hogy egy csúcsuk van minden ortánsban.
- Ortotóp - A téglalap általánosítása n-dimenzióban, konstruálható úgy, hogy egy csúcsa van minden ortánsban.

## Forrás
- The facts on file: Geometry handbook, Catherine A. Gorini, 2003, isbn = 0-8160-4875-4, p.113

## Fordítás
Ez a szócikk részben vagy egészben  az   Orthant című angol Wikipédia-szócikk fordításán alapul.  Az eredeti cikk szerkesztőit annak laptörténete sorolja fel. Ez a jelzés csupán a megfogalmazás eredetét és a szerzői jogokat jelzi, nem szolgál a cikkben szereplő információk forrásmegjelöléseként.